# Parabezzia huberti
Parabezzia huberti is een muggensoort uit de familie van de knutten (Ceratopogonidae). De wetenschappelijke naam van de soort is voor het eerst geldig gepubliceerd in 1977 door Grogan and Wirth.